# Symfonie nr. 4 (Rechberger)
Herman Rechberger voltooide zijn Symfonie nr. 4 "Kaba" in 2005.
Rechberger zwierf als musicus bijna de gehele wereld over. Hij is geboren in Linz in Oostenrijk, maar werd in 1974 Fins staatsburger. Hij studeerde aan de Sibeliusacademie bij Aulis Sallinen en kreeg later een voorkeur voor etnische muziek binnen de klassieke muziek. De jaren voorafgaand aan Kaba vestigde Rechberger zich in Griekenland. De subtitel van zijn vierde symfonie Kaba komt dan ook uit die streken, uit buurland Albanië, alwaar het een min of meer geïmproviseerde volksmuziek is. Men denkt dat die volksmuziek oorspronkelijk afkomstig is uit Perzië of nog verder oostwaarts.
De symfonie wacht in 2012 nog op uitvoering of opname.
Rechberger schreef zijn Symfonie nr. 4 voor 
- 2 dwarsfluiten, 2 hobo's, 2 klarinetten, 2 fagotten
- 2 hoorns, 1 trompet, 2 trombones
- 2 man/vrouw percussie
- violen, altviolen, celli, contrabassen